# Henryk (województwo świętokrzyskie)
Henryk – wieś w Polsce, położona w województwie świętokrzyskim, w powiecie starachowickim, w gminie Brody.
W latach 1975–1998 miejscowość należała administracyjnie do województwa kieleckiego.

## Części wsi
| SIMC    | Nazwa          | Rodzaj      |
| ------- | -------------- | ----------- |
| 1019177 | Gajówka Henryk | osada leśna |

Wierni Kościoła rzymskokatolickiego należą do parafii Podwyższenia Krzyża Świętego w Lubieni.

## Historia
W okresie od 1838 roku, do drugiej połowy lat 60 XIX wieku, w Henryku na  „Tomkowskim-Smugu” funkcjonowała kopalnia rudy żelaza (wydobywające rudy syderytowe liasu). Funkcjonująca kopalnia Henryk z innymi kopalniami jak Herkules zostały sprzedane w roku 1846, dając początek organizacji która w roku 1875 przekształciła się w spółkę pod nazwą „Towarzystwo Starachowickich Zakładów Górniczych -Spółka Akcyjna”.
Po II wojnie światowej rudę wydobywano w dwóch lokalizacjach: 
Henryk-Sztolnia otwartej w roku 1954 , gdzie ruda zalegała płytko - 1,6 do 2m pod powierzchnią gruntu.
Henryk-Szyb uruchomiona w roku 1960 - wydobycie odbywało się z  szybów o średnicy 6 i głębokości 70 m.
Kopalnia Henryk wykonywała także prace górnicze w kopalni fosforytów w Chłupkach koło Annopola uruchomionej w 1955 roku, zamkniętej ostatecznie w roku 1959.